# Sitka
Sitka ist eine Stadt und gleichzeitig Verwaltungsbezirk (Borough) im US-Bundesstaat Alaska. Das U.S. Census Bureau hat bei der Volkszählung 2020 eine Einwohnerzahl von 8458 ermittelt. Sie ist vor Ketchikan die größte Stadt des Alexanderarchipels und befindet sich im westlichen Teil der Baranof Island, im sogenannten Alaska Panhandle. Mit einer Größe von 12.461,4 km² ist sie die größte Stadt der USA nach der Fläche.

## Name
Der Name Sitka (abgeleitet von Sheet’ká, dem Zusammenzug des Tlingit-Namens Shee At'iká) bedeutet „Leute von außerhalb von Shee“ = Sheet’-ká X'áat'l (oft einfach Shee) ist der Tlingit-Name für Baranof Island. Die Stadt wird oft auch „Sitka-by-the-Sea“ genannt.

## Geschichte

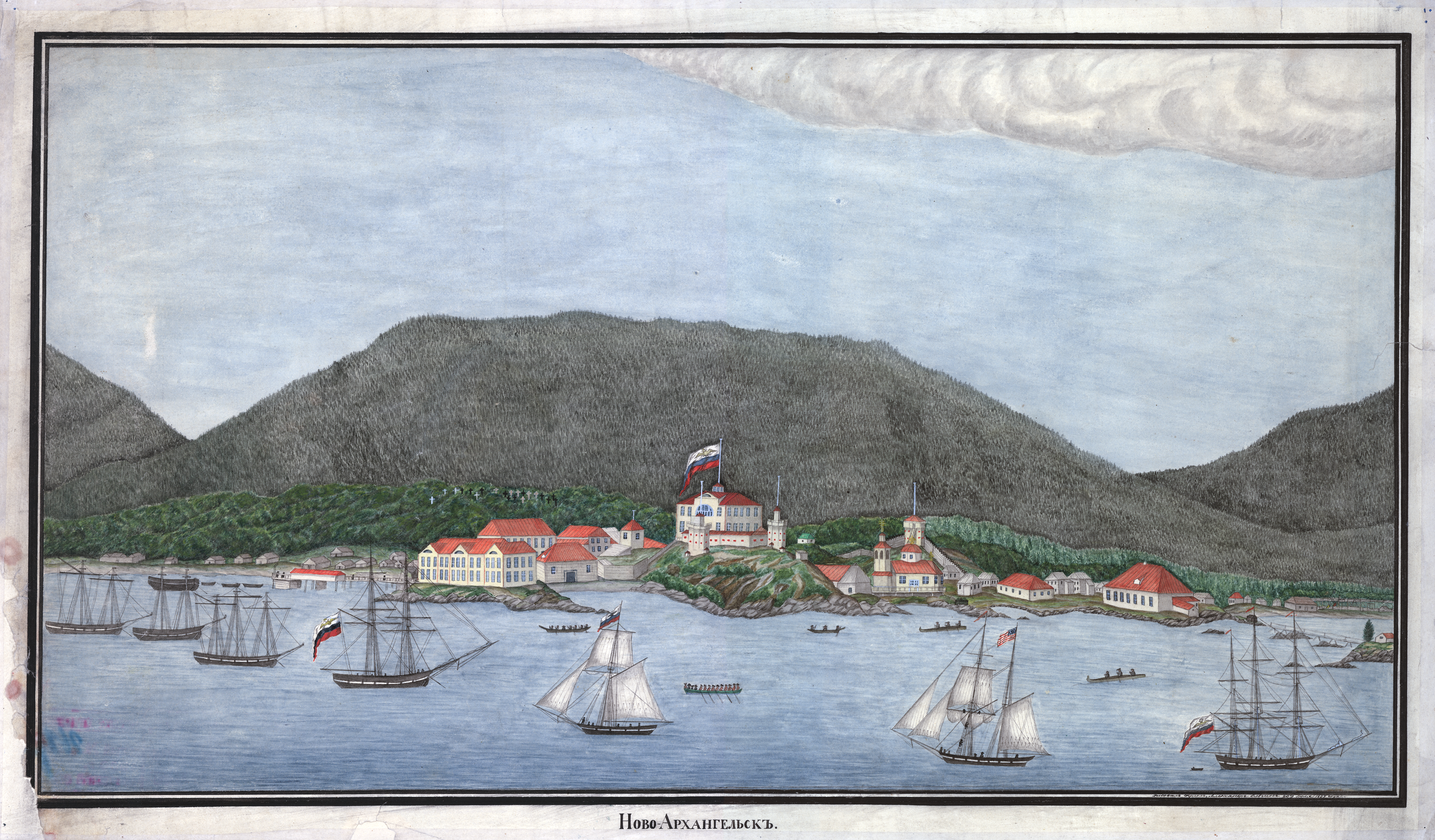
Nowo-Archangelsk im Jahr 1837

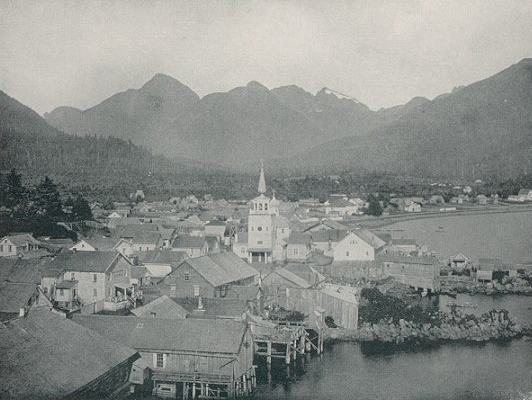
Sitka im Jahr 1891

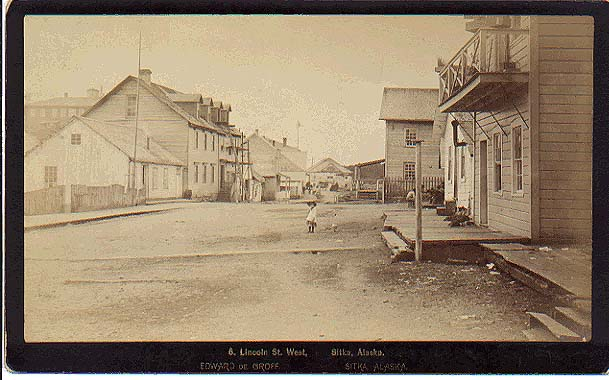
Straße in Sitka in den 1890ern

Das ursprüngliche Siedlungsgebiet der Stadt Sitka ist der zwanzig Meter hohe Noow Tlein (Schloss-Hügel), der auf drei Seiten von Wasser umgeben ist, und dessen Zugang von Land her durch hohe Gezeiten erschwert ist. Das war eine hervorragende strategische Position, bestens geeignet für eine Festung. Als Alexander Baranow im Auftrag der Russisch-amerikanischen Gesellschaft hier ankam, war dieser Ort von den Tlingit besetzt. Die russisch-amerikanische Gesellschaft war eine halbamtliche koloniale Handelsgesellschaft, die von Zar Paul 1799 einen Erlass (Ukas) erhielt, der ihr auf 20 Jahre das Monopol für alle künftigen Unternehmungen in Nordamerika verlieh.
Nach Verhandlungen mit den Tlingit gründete Baranow das alte Sitka, etwa 10 km nördlich des heutigen Sitka. Er nannte die Siedlung Nowo-Archangelsk/Ново-Архангельск („Neu-Archangelsk“), nach der größten Stadt in der Region, in der er geboren wurde. Nachdem Baranow 1800 nach Kodiak zurückgekehrt war, verschlechterten sich die Verhältnisse zwischen den Tlingit und den Siedlern. 1802 zerstörte eine Gruppe Tlingit die ursprüngliche Siedlung und erschlug die meisten russischen Einwohner (etwa 20 Russen und etwa 130 Aleuten). Baranow wurde gezwungen, 10.000 Rubel Lösegeld für den sicheren Abzug der überlebenden Siedler zu zahlen.
Baranow kam 1804 mit einem großen Kontingent Russen und Aleuten an Bord des russischen Kriegsschiffes Newa nach Sitka zurück. Die Tlingit hatten unterdessen den Noow Tlein verlassen und ein neues Fort etwa eine Meile östlich errichtet, das vor dem Feuer der Schiffskanonen besser geschützt war. Baranow landete ohne feindliche Zwischenfälle in der Nähe des Noow Tlein und besetzte diesen. Als sich die Tlingit den Forderungen Baranows nach einer Zustimmung zur dauerhaften Besiedlung des Hügels und der Stellung von Geiseln widersetzten, bombardierte er das Fort. Die Tlingits mussten sich in die umliegenden Wälder zurückziehen. Die Russen bauten 1804 nach ihrem Sieg in der Schlacht von Sitka auf dem Noow Tlein eine dauerhafte Siedlung, die sie ebenfalls „Nowo-Archangelsk“ nannten.

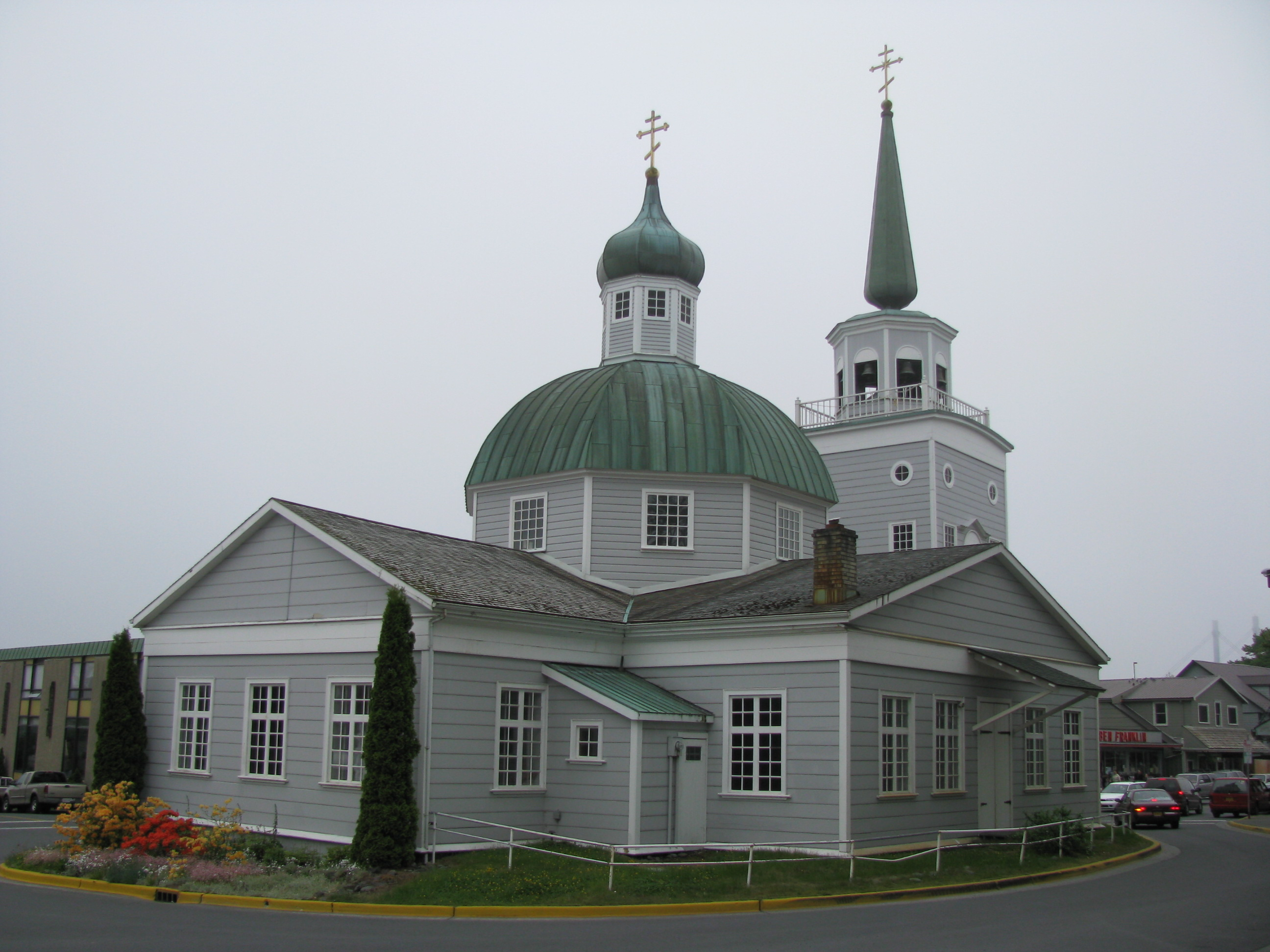
Die St. Michael’s Cathedral, Hauptkirche der orthodoxen Diocese of Alaska und seit Juni 1962 als National Historic Landmark anerkannt.

1808 wurde Sitka Hauptstadt der russischen Besitzungen in Nordamerika und 1840 Bischofssitz der Russisch-Orthodoxen Kirche. Als Kathedralkirche wurde zwischen 1844 und 1848 die St. Michael’s Cathedral erbaut, die nach dem Brand von 1966 neu erbaut wurde und heute Kathedralkirche der Diocese of Alaska der Orthodoxen Kirche in Amerika ist. Vor dem Brand war sie die älteste Kirche in Alaska. 1867 wurde in Sitka die Übergabe Alaskas von Russland an die USA in einer Zeremonie formell vollzogen. Der Verwaltungssitz von Department und später District of Alaska befand sich bis 1906 in Sitka, danach wurde er nach Juneau verlegt.
Den Status der autonomen Selbstverwaltung im Bezirk Greater Sitka erreichte die Stadt Sitka am 2. Dezember 1971. Das Borough Sitka wurde gleichfalls im Dezember 1971 gebildet.
21 Bauwerke, Stätten und historische Bezirke (Historic Districts) des Boroughs sind im National Register of Historic Places („Nationales Verzeichnis historischer Orte“; NRHP) eingetragen (Stand 1. Februar 2022), darunter haben acht Objekte den Status eines National Historic Landmarks („Nationales historisches Wahrzeichen“). Unter anderem sind dies die American Flag Raising Site, das Russian Bishop’s House, die Sitka Naval Operating Base and U.S. Army Coastal Defenses, das Sheldon Jackson College und die St. Michael’s Cathedral.
Bekanntheit erlangte Sitka durch die erfolgreiche Hollywood-Komödie Selbst ist die Braut, die unter anderem in Sitka und Umgebung spielt.

## Persönlichkeiten
- Annie Furuhjelm (1859–1937), finnische Journalistin, Frauenrechtsaktivistin und Autorin
- Devvyn Hawkins (* 1980), Fußballspielerin

## Verkehr
Westlich der Stadt befindet sich der Sitka Rocky Gutierrez Airport.